# Xã Bossko, Quận Roberts, South Dakota
Xã Bossko (tiếng Anh: Bossko Township) là một xã thuộc quận Roberts, tiểu bang Nam Dakota, Hoa Kỳ. Năm 2010, dân số của xã này là 44 người.